# Alto del Carmen
Alto del Carmen is een gemeente in de Chileense provincie Huasco in de regio Atacama. Alto del Carmen telde 5.299 inwoners in 2017 en heeft een oppervlakte van 5939 km².
- Virtual International Authority File: 148488808
- WorldCat: E39PBJjmPkBbp7XwqFGH9x4Xh3